# 吉岡信夫
吉岡 信夫（よしおか のぶお、1942年9月30日 - ）は、日本の電子工学者・情報工学者。大阪工業大学名誉教授・紀要委員会2004委員。工学博士（大阪大学）。
専門は、情報工学・ソフトウェア工学・プログラミング（FORTRAN、XMLなど）、画像処理・コンピュータグラフィックス(CG)、伝送工学（PCM等）。

## 略歴
1965年大阪大学工学部電子工学科卒業。1967年同大学大学院工学研究科電子工学専攻修士課程修了。1972年工学博士（大阪大学）。1973年大阪大学基礎工学部情報工学科助手。1978年大阪工業大学工学部電子工学科（現：電子情報システム工学科）に着任。1999年同学科教授。2002年同学部電子情報通信工学科教授。2004年同大学紀要委員会委員。2007年同大学名誉教授。
大阪工業大学工学部（電子工学科・電子情報通信工学科）にて、30年近くの長きに渡り教鞭を執り、情報工学（特に電子計算機ソフトウェア工学）の研究・育成に貢献した。
主な所属学会は、電子情報通信学会、情報処理学会など。

## 主な研究
- 数列計算を用いた画像のフィルタリングについて[6]
- インタラクティブ3Dコンテンツ作成用スクリプト言語とそのプレーヤの開発：CGと記録[7]
- プログラミング教育用擬似計算機システムについて
- XMLの結合情報を用いたクリッカブルムービーとそのオーサリングツール
- 画像圧縮および情報圧縮に関する研究
- ファジィ制御による曲線生成の一手法
- 多値PCM再生中継系におけるタイミングジッタに関する研究